# Evelyn Furtsch
Evelyn Pearl Furtsch Ojeda (San Diego (Californië), 17 april 1914 - Santa Ana, 5 maart 2015) was een Amerikaanse atlete. Ze nam eenmaal deel aan de Olympische Spelen en won bij die gelegenheid een gouden medaille.

## Loopbaan

### Jeugd
Furtsch werd geboren in San Diego en verhuisde met haar familie op achtjarige leeftijd naar Orange County. Toen ze op de Tustin High School zat, viel een gymleraar op dat ze erg hard kon lopen. Toen dit aan Vincent Humestun, de coach van de school, werd gemeld mocht ze al snel in het jongensteam meelopen. In die tijd hadden alleen grote scholen meisjesteams. Humestun bracht haar in contact met de Los Angeles Athletic Club, die meisjes begeleidde naar de Olympische Spelen. In 1931 plaatste ze zich voor de AAU-kampioenschappen, waar ze tweede werd op de 100 yd.

### Senioren
Furtsch nam in 1932 deel aan de Olympische Spelen van Los Angeles op het onderdeel 4 x 100 m estafette. Het team won de gouden medaille in een tijd van 46,9 s. Omdat de tijden op de Olympische Spelen nog niet in tienden van seconden werden geklokt, werd het olympisch record op 47,0 gezet en het wereldrecord op 46,9. Ze was de eerste vrouw uit Orange County die een medaille behaalde.
In 1984 kreeg ze voor haar prestaties de Ralph Clark Distinguished Citizen Award uitgereikt. Een jaar later werd ze opgenomen in de Orange County Sports Hall of Fame
In 2014 werd Evelyn Furtsch de eerste olympische kampioene in de atletiek die de kaap van 100 jaar rondde (bij de mannen was Godfrey Rampling haar voorafgegaan).

## Titels
- Olympisch kampioene 4 x 100 m - 1932

## Persoonlijk record
| Onderdeel | Prestatie | Datum        | Plaats   |
| --------- | --------- | ------------ | -------- |
| 100 m     | 12,2 s    | 19 juni 1932 | Pasadena |

## Palmares

### 4 x 100 m
- 1932:  OS - 47,0 s

1928: Rosenfeld, Smith, Bell, Cook ·
1932: Carew, Furtsch, Rogers, Von Bremen ·
1936: Bland, Rogers, Robinson, Stephens ·
1948: Stad-de Jong, Witziers-Timmer, van der Kade-Koudijs, Blankers-Koen ·
1952: Faggs, Jones, Moreau, Hardy ·
1956: Strickland, Croker, Mellor, Cuthbert ·
1960: Hudson, Williams, Jones, Rudolph ·
1964: Ciepły, Kirszenstein, Górecka, Kłobukowska ·
1968: Ferrell, Bailes, Netter, Tyus ·
1972: Krause, Mickler-Becker, Richter, Rosendahl ·
1976: Oelsner, Stecher, Bodendorf, Eckert ·
1980: Müller, Wöckel, Auerswald, Göhr ·
1984: Brown, Bolden, Cheeseborough, Ashford ·
1988: Brown, Echols, Griffith-Joyner, Ashford ·
1992: Ashford, Jones, Guidry, Torrence ·
1996: Devers, Miller, Gaines, Torrence ·
2000: Fynes, Sturrup, Davis, Ferguson ·
2004: Lawrence, Simpson, Bailey, Campbell ·
2008: Borlée, Mariën, Ouédraogo, Gevaert ·
2012: Madison, Felix, Knight, Jeter ·
2016: Madison, Felix, Gardner, Bowie ·
2020: Williams, Thompson-Herah, Fraser-Pryce, Jackson ·
2024: Jefferson, Terry, Thomas, Richardson